# Rise of the Argonauts
Rise of the Argonauts es un videojuego de rol desarrollado por Liquid Entertainment y publicado por Codemasters para PlayStation 3, Xbox360 y PC en 2008. El juego narra la épica historia de Jasón y el viaje con el Argo, en busca del vellocino de oro. La composición de la banda sonora del juego está llevada por Tyler Bates, compositor de la banda sonora de las películas 300 o Doomsday, entre otras.

## Argumento
El argumento está basado en la historia de Jasón y los Argonautas. En el juego, Jasón gobierna la ciudad de Yolcos junto a su futura esposa, Alcmena. Pero el día de su boda, es asesinada por una flecha. Jasón, decide ir en busca del vellocino de oro para poderla resucitar. Para ello Jasón utiliza el Argo, un regalo de bodas construido por el maestro Argos que le iba a ser entregado a la joven pareja y así comenzará a reclutar a los tripulantes: los Argonautas.

## Sistema de juego
El Argos aparte de servirnos como medio de transporte entre las diferentes islas que se componen el juego, también lo utilizaremos para guardar nuestros pertrechos. A medida que avancemos, la tripulación irá aumentando, y se podrá establecer una conversación entre ellos, para el conocimiento de las diferentes deidades de la época. Ésta puede quedarse de forma permanente en él, como en el caso de Dédalo, quien organizará nuestro inventario, o Medea, que hará de guía espiritual; o puede seguirnos y combatir junto a ti. El jugador solo puede controlar a Jasón, pero puede elegir a dos compañeros entre cuatro que le acompañarán. En esto, se encuentran Hércules, Aquiles, Atalanta y Pan, cada uno con sus habilidades características.
Los combates gozarán de un aspecto principalmente gore, y la cámara ralentizará los movimientos clave de cada batalla. El juego no presentará una barra de salud por defecto, sino que habrá que seleccionarla desde el menú de opciones. Al igual que Jasón, los enemigos tampoco poseen barras de salud, todo dependerá del arma que seleccionemos y el nivel o clase del enemigo, entre otros aspectos. Por ejemplo, si le asestas un corte superficial, no lo matarás pero si le esperas al momento oportuno, podrás lacerarle, matándole al instante.
Nos podemos equipar con tres armas: lanza (movimientos ágiles pero con poca fuerza), maza (fuerza bruta) y espada (nivel intermedio entre agilidad y potencia). Tampoco hay puntos de experiencia, así que para conseguir nuevas habilidades habrá que completar hazañas (como matar enemigos o buscar objetos) y ofrecérsela a los dioses, en los altares erigidos en su honor a lo largo del periplo. Podremos elegir a cuatro de ellos: Atenea, Hermes, Ares y Apolo. Nuestra elección podrá cambiar el rumbo del juego.

## Personajes[3]
- Jasón: Rey de Yolcos y capitán del Argo. Emprende el viaje en busca del vellocino de oro para poder resucitar a su amada, Alcmena. Es un guerrero temible que puede blandir la espada, maza y lanza. Además lleva consigo el aspis Yolco, un gran escudo.

- Hércules: Hijo de Zeus y todo un héroe de Grecia. Viejo amigo de Jasón, está presente en la boda y es el que atrapa el asesino de Alcmena. Es quien más se identifica con Jasón, ya que también perdió un ser querido. Con su descomunal fuerza, es la única arma que necesita.

- Atalanta: Cuando era niña, quedó huérfana en la selva de Saria. En ella, aprendió a ser una cazadora solitaria para sobrevivir. Al llegar una tribu de centauros a la isla, aceptaron que ella se uniera a ellos. Se une a Jasón para poder salvar a su tribu y luego para ver que hay más allá de la isla. Es rápida y hábil con el arco. También es conocedora de la alquimia.

- Aquiles: Aquiles empieza a labrarse un reputación en la isla de Micenas. Sus victorias son tan aplastante que corre el rumor de que es invencible. Tiene todo lo que querría un hombre (vino, dinero, mujeres...), pero en el fondo ansia algo más. Jasón le ofrece lo que quería: ser uno de los mejores guerreros de la historia. Con su lanza de doble punta, es imparable en el combate.

- Pan: El sátiro Pan es un experimentado viajero que busca la sabiduría. Sus pasos le llevan muchas veces de vuelta a la isla de Delfos, donde acompaña al oráculo de Apolo a la espera de dar consejos. Mucho de estos aventureros, le atrae interés. Uno de esto es el de Jasón, el cual se "autoinvita" para ayudarle. Como bendecido por Apolo, puede invocar la luz del Sol para quemar a los enemigos o curar a los aliados.

- Licómedes: Rey de Micenas y padre de Alcmena. Cuando Jasón era niño, visitó el oráculo de Delfos y éste le dijo una profecía reveladora que relacionaba a su hija con el futuro de los "Lingua Nigra" y cuando estos se enteraron decidieron matarla, sin embargo Ares dio aviso a Licómedes y pudo frustrar el asesinato, empezando así una búsqueda exhaustiva contra la secta desde Grecia hasta Egipto, elaborando una lista con los nombres de todos los miembros Lingua Nigra. Creyó haber matado a todos tras varios años, sin embargo, no fue así. Cuando Jasón va a en búsqueda del descendiente de Ares a Micenas, Licómedes lo somete a un juicio en la "Arena" y con la victoria de Jasón en ésta, decide hacer un torneo en el cual el vencedor sea proclamado como nuevo gobernante puesto que cree que ha fallado en su papel de líder. Sin embargo Jasón lo evita y Licómedes decide apoyar a su yerno en la búsqueda del vellocino.

## Dioses
- Atenea: Diosa de la sabiduría. Mejora las habilidades con la lanza.
- Hermes: Mensajero de los Dioses. Mejora las habilidades con la espada.
- Ares: Dios de la guerra. Mejora las habilidades con la maza y las tácticas en grupo.
- Apolo: Dios del Sol. Mejora las habilidades con el escudo.